# فهرست نماد های موسیقی
نشانه‌های موسیقایی علامت‌ها و نمادهایی در نت‌نویسی موسیقی هستند که جنبه‌های مختلفی از نحوهٔ اجرای یک قطعه موسیقی را مشخص می‌کنند. این نمادها اطلاعاتی در مورد عناصر گوناگون موسیقی مانند زیروبمی (Pitch)، دیرند (Duration)، شدت صدا (Dynamics)، یا حالت جمله‌بندی (موسیقی) (Articulation) منتقل می‌کنند؛ همچنین مواردی چون تندا (سرعت اجرا)، متر (Metre)، فرم (Form) (مثلاً تکرار بخش‌ها)، و جزئیات مربوط به تکنیک‌های خاص نوازندگی را مشخص می‌سازند.

## خطوط
|  | پنج‌خط حامل (Staff/Stave) پنج‌خط حامل (که در انگلیسی بریتانیایی معمولاً "Stave" نامیده می‌شود) برای نشان دادن ارتفاع صوت (Pitch) استفاده می‌شود. هر خط یا فاصلهٔ بین خطوط، نمایانگر نُتی با یک نام خاص است: دو، رِ، می، فا، سُل، لا، سی. با حرکت عمودی به سمت بالا، این نُت‌ها به ترتیب در خطوط و فضاهای متناوب ادامه می‌یابند و نمایانگر نُت‌هایی با ارتفاع بالاتر هستند. این الگو از «دو» تا «سی» به‌طور پیوسته تکرار می‌شود — نُتی که بالای «سی» قرار دارد، همیشه دوباره «دو» است. معمولاً یک کلید (Clef) به ابتدای حامل افزوده می‌شود که یک نُت مشخص را به یک خط خاص اختصاص می‌دهد؛ سایر خطوط و فضاها نیز طبق همین ترتیب الفبایی (موسیقایی) تعیین می‌شوند، همان‌گونه که شرح داده شد. |
|  | خطوط کمکی یا خطوط لگری این خطوط اضافی (و فضاهایی که ایجاد می‌کنند) نُت‌هایی را نشان می‌دهند که بالاتر یا پایین‌تر از خطوط اصلی حامل قرار دارند. نمودار یک خط کمکی بالا و یک خط کمکی پایین از حامل را نشان می‌دهد، اما می‌توان از چندین خط کمکی نیز استفاده کرد. |
|  | خط میزان (barline) خط میزان میزان‌ها ("بارها") را در موسیقی بر اساس زمان‌نما (time signature) مشخص شده از یکدیگر جدا می‌کند. گاهی اوقات این خطوط از چندین حامل عبور می‌کنند تا آن‌ها را به‌هم پیوند دهند، به ویژه زمانی که از حامل بزرگ (grand staff) استفاده می‌شود یا برای نمایش گروه‌هایی از سازهای مشابه در نت ارکستر استفاده می‌شود. |
|  | خط میزان دوگانه (Double bar line) این خطوط تغییراتی در موسیقی را نشان می‌دهند، مانند آغاز یک بخش جدید موسیقی یا تغییر در کلید یا میزان‌نما. |
|  | خط میزان دوگانه پررنگ (Bold double bar line) این خط‌ها پایان یک موومان یا قطعه موسیقی را نشان می‌دهند. |
|  | خط میزان نقطه‌چین (Dotted bar line) این خط‌ها می‌توانند برای تقسیم میزان‌های دارای ریتم پیچیده به بخش‌های کوتاه‌تر به‌منظور سهولت در خواندن استفاده شوند. |
|  | بریس، کروشه (Brace) براکت برای اتصال دو یا چند خط حامل به کار می‌رود که به‌صورت هم‌زمان نواخته می‌شوند، معمولاً توسط یک نوازنده. این حالت اغلب هنگام استفاده از پنج‌خطی بزرگ (Grand Staff) دیده می‌شود. پنج‌خطی بزرگ در سازهایی مانند پیانو، هارپ، ارگ و برخی از سازهای کوبه‌ای کوک‌دار مورد استفاده قرار می‌گیرد. براکت گاهی در برخی متون قدیمی «آکولاد» (Accolade) نامیده می‌شود و ممکن است از نظر طراحی و سبک ظاهری متفاوت باشد. |
|  | براکت (Bracket) براکت برای اتصال دو یا چند خط حامل به‌کار می‌رود که به‌صورت هم‌زمان صدا می‌دهند. در کاربرد امروزی، براکت معمولاً خطوط حامل مربوط به سازهای مختلف (مانند فلوت و کلارینت یا دو ترومپت) یا چندین خط آوازی را به هم متصل می‌کند. در مقابل، براس (Brace) خطوط حامل مربوط به یک ساز واحد را به هم وصل می‌کند، مانند دست راست و چپ در نت‌نویسی پیانو یا هارپ. - تفاوت با Brace: Brace معمولاً برای اتصال خطوط متعلق به یک ساز (مثل پیانو) استفاده می‌شود. Bracket برای گروه‌بندی سازهای مختلف (مثلاً ویولن‌ها یا بادی‌های چوبی) در یک بخش ارکستر به کار می‌رود. |

## کلیدها
کلید یا (Clef) یک نت موسیقی خاص را به یک خط مشخص از حامل اختصاص می‌دهد و در نتیجه، محدودهٔ زیروبمی (تسیتورا) موسیقی را در آن حامل تعیین می‌کند. کلید معمولاً اولین نماد در سمت چپ حامل است، اگرچه ممکن است در میانهٔ قطعه برای تغییر محدودهٔ صوتی، کلید دیگری نیز ظاهر شود.
در گذشته، کلیدها می‌توانستند روی هر خط (یا حتی فضای بین خطوط) قرار گیرند، اما در نت‌نویسی امروزی تقریباً به‌طور انحصاری از چهار نوع کلید استفاده می‌شود.
این کلیدها به نوازنده کمک می‌کنند تا راحت‌تر نت‌های مناسب با محدودهٔ صوتی ساز یا صدا را بخواند.
|                   | کلید سل (Treble Clef) مارپیچ کلید سل (نه نقطه‌ای روی مارپیچ، بلکه مرکز دایره‌ای که مارپیچ حول آن رسم شده) نشان می‌دهد که نت سل بالای دو وسط (Middle C) کجا روی حامل قرار دارد. کلید سل‌ای که مارپیچ آن روی خط دوم حامل قرار گرفته باشد، کلید سل یا کلید سلّی نامیده می‌شود. کلید سل، رایج‌ترین کلید در نت‌نویسی موسیقی مدرن است. |
| Alto clef         | کلید دو (کلید آلتو و کلید تنور) مرکز کلید دو، خطی را نشان می‌دهد که نمایانگر نت «دو وسط» (Middle C) است. در تصویر اول، این مرکز بر روی خط سوم حامل قرار دارد و آن خط را به عنوان «دو وسط» مشخص می‌کند. در این حالت، این کلید را کلید آلتو (Alto Clef) می‌نامند که عمدتاً برای ساز ویولا به کار می‌رود، هرچند گاهی برای سازهای دیگر نیز استفاده می‌شود. در تصویر دوم، کلید دو روی خط چهارم متمرکز شده که به آن کلید تنور (Tenor Clef) می‌گویند. کلید تنور در سازهایی مانند فاگوت (Bassoon)، ویولنسل (Cello)، ترومبون (Trombone) و کنترباس (Double Bass) زمانی که نت‌ها خیلی بالا می‌روند، استفاده می‌شود تا از نوشتن بیش از حد خطوط اضافی (ledger lines) جلوگیری شود. |
| Tenor clef        | کلید دو (کلید آلتو و کلید تنور) مرکز کلید دو، خطی را نشان می‌دهد که نمایانگر نت «دو وسط» (Middle C) است. در تصویر اول، این مرکز بر روی خط سوم حامل قرار دارد و آن خط را به عنوان «دو وسط» مشخص می‌کند. در این حالت، این کلید را کلید آلتو (Alto Clef) می‌نامند که عمدتاً برای ساز ویولا به کار می‌رود، هرچند گاهی برای سازهای دیگر نیز استفاده می‌شود. در تصویر دوم، کلید دو روی خط چهارم متمرکز شده که به آن کلید تنور (Tenor Clef) می‌گویند. کلید تنور در سازهایی مانند فاگوت (Bassoon)، ویولنسل (Cello)، ترومبون (Trombone) و کنترباس (Double Bass) زمانی که نت‌ها خیلی بالا می‌روند، استفاده می‌شود تا از نوشتن بیش از حد خطوط اضافی (ledger lines) جلوگیری شود. |
|                   | کلید فا (کلید باس) کلید فا، نت فا زیر دو وسط (Middle C) را روی خطی که بین دو نقطه قرار دارد مشخص می‌کند. زمانی که نت فا زیر دو وسط (Middle C) روی خط چهارم حامل قرار می‌گیرد، به آن کلید باس (Bass Clef) گفته می‌شود که بدون شک رایج‌ترین کاربرد کلید فا است. کلید باس در نت‌نویسی موسیقی مدرن تقریباً به اندازهٔ کلید سل مورد استفاده قرار می‌گیرد. در نت‌نویسی قدیمی‌تر، به‌ویژه در موسیقی آوازی، کلید فا گاهی روی خط سوم متمرکز می‌شد که به آن کلید باریتون (Baritone Clef) می‌گفتند، اما این کاربرد امروزه تقریباً منسوخ شده است. |
|                   | کلید اُکتاو (Octave Clef) کلیدهای سل و فا می‌توانند با عددهای اُکتاو تغییر داده شوند. عدد «۸» در زیر کلید (مانند تصویر سوم) نشان می‌دهد که صداها یک اُکتاو پایین‌تر از حالت معمول آن کلید اجرا می‌شوند. عدد «۱۵» در زیر کلید نشان‌دهندهٔ انتقال دو اُکتاو به پایین است. این عددها ممکن است بالای کلید نیز قرار بگیرند تا نشان دهند که صداها یک یا دو اُکتاو بالاتر اجرا می‌شوند. کلید سل با عدد هشت در زیر آن رایج‌ترین نوع است و معمولاً در موسیقی برای گیتار یا صدای تنور استفاده می‌شود. گاهی نیز برای نشان دادن یک اُکتاو بالاتر، به‌جای یک کلید، دو کلید رسم می‌شود. |
|                   | |
|                   | |
|                   | |
|                   | |
| On a 5-line staff | کلید خنثی (Neutral Clef) کلید خنثی برای سازهای بی‌زیر و بمی، مانند سازهای کوبه‌ای استفاده می‌شود. این کلید یک کلید واقعی نیست؛ خطوط و فضاهای آن نشان‌دهنده زیر و بمی نت‌ها نیستند، بلکه جایگزین کلید شده‌اند. در این حالت، خطوط و فضاها نمایانگر سازهای خاصی هستند، مانند سازهای مختلف در یک کیت درام. همچنین ممکن است این کلید روی حامل تک‌خطی برای سازهای کوبه‌ای منفرد نیز رسم شود. |
| روی حامل تک‌خطی    | کلید خنثی (Neutral Clef) کلید خنثی برای سازهای بی‌زیر و بمی، مانند سازهای کوبه‌ای استفاده می‌شود. این کلید یک کلید واقعی نیست؛ خطوط و فضاهای آن نشان‌دهنده زیر و بمی نت‌ها نیستند، بلکه جایگزین کلید شده‌اند. در این حالت، خطوط و فضاها نمایانگر سازهای خاصی هستند، مانند سازهای مختلف در یک کیت درام. همچنین ممکن است این کلید روی حامل تک‌خطی برای سازهای کوبه‌ای منفرد نیز رسم شود. |
|                   | تبلچر (Tablature) به‌جای نت‌نویسی معمول، برای برخی سازهای زهی مانند گیتار از تبلچر استفاده می‌شود. این یک کلید واقعی نیست، زیرا خطوط و فضاها نمایانگر زیر و بمی نت‌ها نیستند. در تبلچر، خطوط نشان‌دهندهٔ سیم‌های ساز هستند (برای گیتارهای ۶ سیم، از شش خط استفاده می‌شود). اعدادی که روی خطوط نوشته می‌شوند، نشان می‌دهند که کدام فرت (Fret) باید گرفته شود. چون خطوط نمایانگر سیم‌ها هستند، فضاهای بین خطوط هیچ‌گاه استفاده نمی‌شوند. |

## ارزش زمانی نت‌ها و سکوت‌ها
در شیوهٔ آمریکایی، نت‌ها و سکوت‌های موسیقی نام‌هایی دارند که مدت زمان آن‌ها را نسبت به یک نت کامل نشان می‌دهد. یک نت سفید نصف مدت نت کامل است، یک نت سیاه یک‌چهارم مدت آن، و به همین ترتیب ادامه دارد.
|  | نت‌های پرچم‌دار متصل (Beamed Notes) نت‌های هشتم (کوآور) و نت‌های کوتاه‌تر دارای پرچم‌هایی هستند که مدت زمان آن‌ها را نشان می‌دهد، اما به جای پرچم می‌توان از خطوط اتصال برای وصل کردن گروهی از این نت‌ها استفاده کرد. این کار معمولاً برای نشان دادن یک گروه‌بندی ریتمی انجام می‌شود، اما می‌تواند برای اتصال نت‌ها در بخش‌های بدون ضرب مشخص (ametrical) نیز به کار رود. تعداد خطوط اتصال برابر با تعداد پرچم‌های نت است — نت‌های هشتم با یک خط اتصال، شانزدهم با دو خط و غیره به هم متصل می‌شوند. در چاپ‌های قدیمی‌تر موسیقی آواز، استفاده از خطوط اتصال گاهی محدود به نت‌هایی بود که روی یک هجای متن (ملیسم) خوانده می‌شدند. اما نت‌نویسی مدرن موسیقی آواز استفادهٔ منظم از خطوط اتصال را مشابه نت‌نویسی سازها توصیه می‌کند. در میزان‌های غیرسنتی، استفاده از خطوط اتصال به اختیار آهنگسازان و تنظیم‌کنندگان است و می‌تواند برای تأکید بر الگوی ریتمی به کار رود. |
|  | نت نقطه‌دار (dotted note) قرار دادن یک نقطه در سمت راست سر نت، مدت زمان نت را به اندازه نصف مقدار اصلی آن افزایش می‌دهد. نقطه‌های اضافی مدت زمان نقطه قبلی را افزایش می‌دهند نه نت اصلی؛ بنابراین نت با یک نقطه برابر با یک و نیم برابر ارزش اصلی است و نت با دو نقطه برابر با یک و سه چهارم ارزش اصلی است — استفاده از بیش از دو نقطه نادر است. سکوت‌ها نیز می‌توانند به همان روش نقطه‌دار شوند. |
|  | نوت روح (Ghost note) نت روح دارای ارزش زمانی است اما ارتفاع صدای مشخصی ندارد. به جای سر نت بیضی شکل، با یک علامت ضربدر (شبیه حرف «x») نمایش داده می‌شود. عمدتاً برای نشان دادن نت‌های کوبه‌ای یا کلمات گفتاری استفاده می‌شود. |
|  | سکوت چند میزان (Multi-measure rest) سکوت چند میزان، روشی فشرده برای نشان دادن چند میزان سکوت پشت سر هم است. به آن همچنین «سکوت جمع‌شده» یا «سکوت چندمیازی» نیز گفته می‌شود. |

## وقفه‌ها (Breaks)
|  | علامت نفس (Breath Mark) این نماد به اجراکننده می‌گوید که نفس بکشد (برای خوانندگان و سازهای بادی)، کمان را بردارد و نت بعدی را با کمان‌گذاری جدید شروع کند (برای سازهای آرشه‌ای)، یا یک فاصلهٔ کوتاه ایجاد کند (برای سایر سازها). این علامت تأثیری بر سرعت اجرا (تمپو) ندارد. |
|  | کژورا (Caesura) کژورا یا «وقفه کامل» نشانه‌ای در نت‌نویسی است که نشان می‌دهد اجرای موسیقی برای لحظه‌ای کاملاً قطع شود و سپس ادامه یابد. معمولاً به صورت دو خط مورب یا علامتی شبیه به دو پرش موازی (//) نوشته می‌شود و باعث ایجاد مکثی کوتاه و تأکیدی در موسیقی می‌شود.           |

## گاه‌نویسه‌ها و گام‌نماها

### گاه‌نویسه‌های رایج
گاه‌نویسه‌ها زیر و بمی نت‌هایی را که پس از آن‌ها در همان موقعیت روی حامل قرار دارند تغییر می‌دهند، مگر آن‌که توسط گاه‌نویسه‌ای دیگر لغو شوند.
|  | بمل (flat) نماد بمل زیر و بمی نت را یک نیم‌پرده پایین می‌آورد. |
|  | دیز (Sharp) نماد دیز زیر و بمی نت را یک نیم‌پرده بالا می‌آورد. |
|  | بکار (Natural) نماد بکار یک دیز یا بمل را لغو می‌کند. این دیز یا بمل ممکن است به‌عنوان یک گاه‌نویسه (accidental) نشان داده شده باشد یا توسط گام‌نما تعیین شده باشد. |
|  | دوبل بمل (double flat) یک بمل دوبل زیر و بمی نت را دو نیم‌پرده پایین می‌آورد.                                                                                     |
|  | دوبل دیز (double sharp) یک دیز دوبل زیر و بمی نت را دو نیم‌پرده بالا می‌آورد.                                                                                     |

### علامت‌های میزان
سرکلیدها (Key Signatures) نشان می‌دهند که در قطعه موسیقی، کدام نت‌ها باید به صورت دیز (♯) یا بمل (♭) نواخته شوند و می‌توانند تا هفت دیز یا بمل را مشخص کنند. نت‌هایی که در علامت میزان به صورت دیز یا بمل نشان داده شده‌اند، در همه اُکتاوها به همان صورت اجرا می‌شوند؛ برای مثال، اگر علامت میزان شامل سی بمل (B♭) باشد، هر نت سی در قطعه به صورت سی بمل نواخته می‌شود. علامت میزان کلید اصلی قطعه را مشخص می‌کند و نیاز به استفاده از علامت‌های تصادفی (Accidentals) برای نت‌هایی که همیشه دیز یا بمل هستند، حذف می‌کند. علامت میزان بدون دیز یا بمل معمولاً نشان‌دهنده کلید دو ماژور (C major) یا لا مینور (A minor) است، اما ممکن است همچنین نشان دهد که نت‌ها با علامت‌های تصادفی نوشته می‌شوند. نمونه‌های نشان داده شده در اینجا به صورت کلید سل (Treble Clef) هستند.
سرکلید بمل
سرکلید دیز

### ریزپرده‌ها (Microtones)
نمادگذاری مشخص و جهانی برای موسیقی ریزتن وجود ندارد و بسته به موقعیت، سیستم‌های مختلفی به کار می‌رود. یک نماد رایج برای کوارتر تون (ربع‌صدا) نوشتن کسر ¼ کنار فلشی است که به بالا یا پایین اشاره می‌کند. در ادامه نمونه‌های دیگری از نمادگذاری‌ها نیز آمده است:
|  | نیم‌بمل (Demiflat / Half flat) صدای نت را به اندازه یک ربع‌صدا پایین‌تر می‌آورد. (نماد دیگری برای نیم‌بمل، بملی است که یک خط مورب روی ساقه آن کشیده شده است. در سیستم‌هایی که نت‌ها به فاصله‌های کوچکتر از ربع‌صدا تقسیم می‌شوند، بمل با خط مورب نشان‌دهنده نت پایین‌تری نسبت به بمل معکوس است)                                                                             |
|  | بمل و نیم (Flat-and-a-half یا Sesquiflat) صدای نت را به اندازه سه ربع‌صدا پایین‌تر می‌آورد. مشابه نیم‌بمل، از نماد بمل دوبل با خط مورب نیز برای نشان دادن آن استفاده می‌شود. |
|  | نیم‌دیز (Demisharp / Half sharp) صدای نت را به اندازه یک ربع‌صدا بالاتر می‌برد. |
|  | دیز و نیم (Sharp-and-a-half یا Sesquisharp) صدای نت را به اندازه سه ربع‌صدا بالاتر می‌برد. گاهی اوقات با نمادی شامل دو خط عمودی و سه خط مورب نیز نشان داده می‌شود. |
|  | بمل هارمونیک (Harmonic flat) صدای نت را به نتِ هارمونیکی که با عدد مشخص شده در سری هارمونیک ریشه (پایه) آکورد مطابقت دارد، پایین می‌آورد. در تصویر، نمونه خاصی به نام «بمل سپتیمال» (septimal flat) نشان داده شده است که در زمینه یک سوم کوچک سپتیمال (septimal minor third) است، جایی که نت می بمل (E♭) دقیقاً با نسبت فرکانسی ۷:۶ نسبت به ریشه (دو) کوک شده است. |

نمادی با یک خط عمودی و سه خط مورب نشان‌دهندهٔ دیزی است که با نوعی کوک یا تنظیم جایگزین اجرا می‌شود.

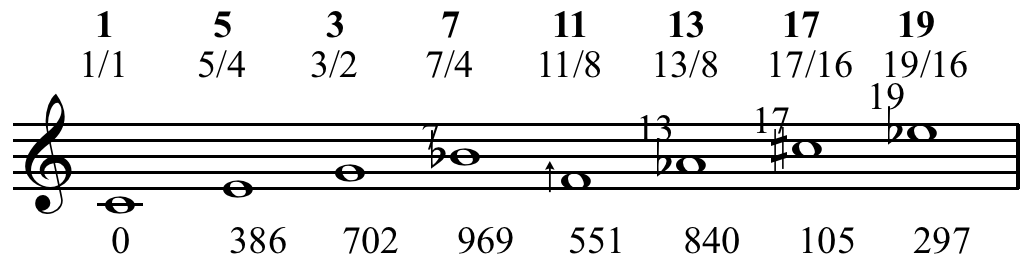
نمادگذاری اعداد اول در سری هارمونیک، با شماره آن‌ها (خط بالا)، نسبت فرکانس‌ها (خط دوم) و اندازه فاصله بر حسب سنت (خط پایین) نشان داده شده است. یازدهمین هارمونیک با نماد فلش بالا برای نیم‌دیز (F↑ به جای F♯ نیم‌دیز) نوشته شده است، در حالی که هارمونیک‌های هفتم، سیزدهم، هفدهم و نوزدهم با بمل‌ها و دیزهای هارمونیک نسبت به نت دو (C) برچسب‌گذاری شده‌اند (زیرا هارمونیک‌های هفدهم و نوزدهم به تنظیم مساوی نزدیک‌ترند تا هارمونیک پنجم بدون برچسب، بنابراین برچسب‌گذاری آن‌ها به ندرت لازم است).

در سیستم کوک ۱۹ تقسیم مساوی (19 equal temperament)، که در آن یک تُن کامل به جای دو قسمت به سه قسمت تقسیم می‌شود، موسیقی معمولاً به گونه‌ای نت‌نویسی می‌شود که بمل‌ها و دیزها معمولاً هم‌صدا نیستند (برای مثال، C♯ حدود یک سوم گام پایین‌تر از D♭ است)؛ این روش مزیت این را دارد که نیازی به استفاده از نمادهای غیر استاندارد ندارد.